# إيكيا
إيكيا هي شركة متعددة الجنسيات تصمم وتبيع الأثاث الجاهز للتجميع وأدوات المطبخ والإكسسوارات المنزلية، من بين السلع المفيدة الأخرى والخدمات المنزلية أحيانًا. تأسست إيكيا في السويد عام 1943، وهي أكبر شركة تجزئة للأثاث في العالم منذ عام 2008.

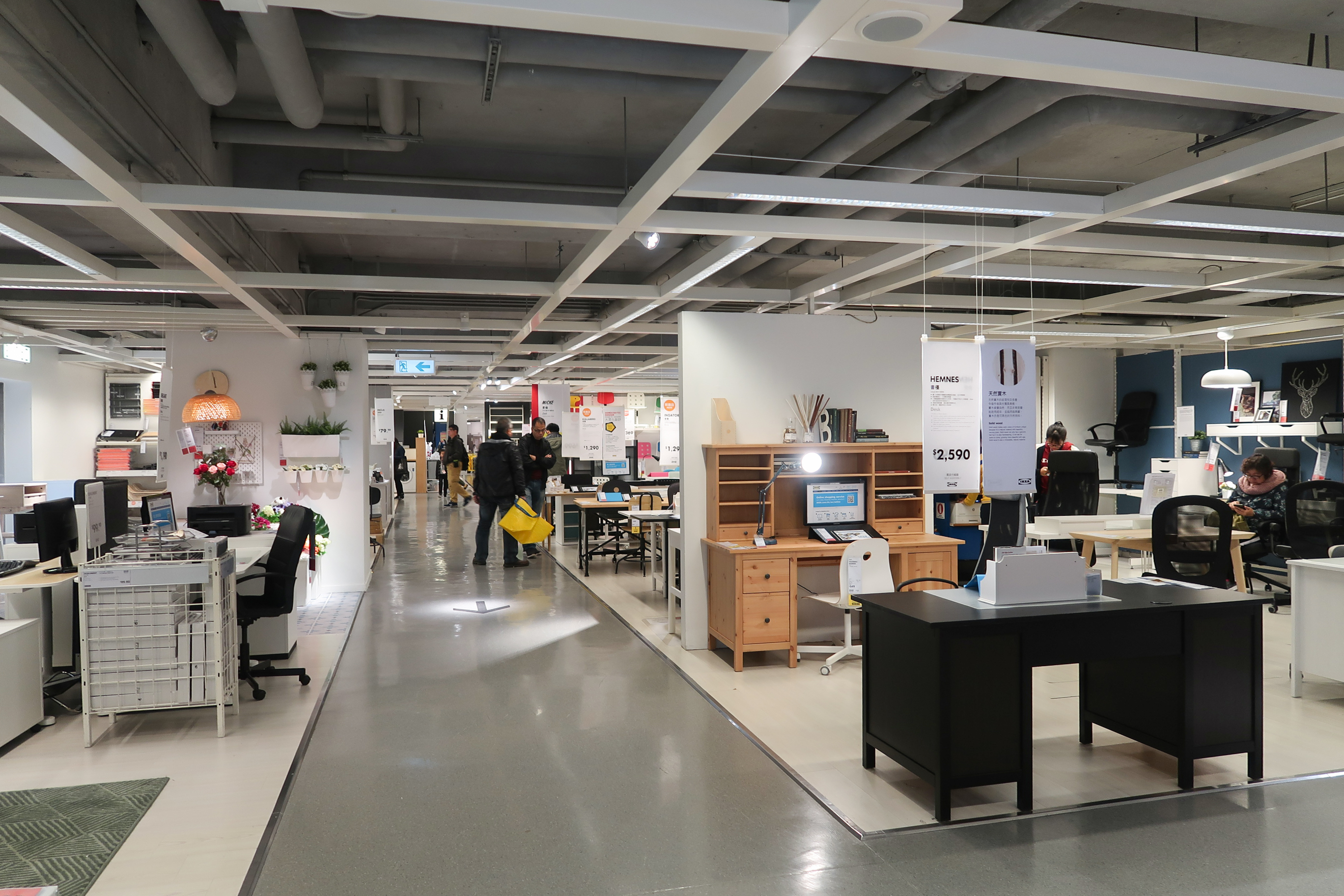
داخل متجر ايكيا هونغ كونغ

أسس إيكيا إينغفار كامبراد في عام 1943 في السويد ويمتلكها الآن ويديرها بالمشاركة مع مجموعة هولندية. واسم إيكيا IKEA هو اختصار لاسم المؤسس، والمزرعة التي نشأ بها «إلمتاريد أغوناريد» ثم اسم المنطقة التي ينتمي إليها، جنوب السويد.
العلامة التجارية التي تستخدمها المجموعة هي اختصار يتكون من الأحرف الأولى للمؤسس إنجفار كامبراد، وتلك الخاصة بـ الميتريد، مزرعة العائلة التي ولد فيها، وقرية اجينوريد القريبة (مسقط رأسه في سمولاند، جنوب السويد).
تشتهر المجموعة بتصميماتها الحديثة لأنواع مختلفة من الأجهزة والأثاث، وغالبًا ما ترتبط أعمال التصميم الداخلي الخاصة بها بالبساطة الصديقة للبيئة. بالإضافة إلى ذلك، تشتهر الشركة باهتمامها بالتحكم في التكاليف والتفاصيل التشغيلية والتطوير المستمر للمنتجات مما سمح لـ إيكيا بخفض أسعارها بمعدل 2 إلى 3٪.
تتمتع مجموعة ايكيا بهيكل مؤسسي معقد، زعم أعضاء البرلمان الأوروبي أنه تم تصميمه لتجنب أكثر من مليار يورو من مدفوعات الضرائب خلال الفترة من 2009 إلى 2014. يتم التحكم فيه من قبل عدة مؤسسات مقرها في هولندا وليختنشتاين.
أي إن جي كي إية هولدينج بي.في، ومقرها هولندا، تمتلك مجموعة ايكيا التي تهتم بالمراكز، وتجارة التجزئة، وتلبية احتياجات العملاء، وجميع الخدمات الأخرى المتعلقة بمنتجات ايكيا. في الوقت نفسه، فإن علامة ايكيا التجارية مملوكة ومدارة من قبل إنتر إيكيا سيستمز بي.في، ومقرها هولندا، والمملوكة لشركة إنتر إيكيا هولدينج بي.في. إنتر إيكيا هولدينج هي أيضًا المسؤولة عن تصميم وتصنيع وتوريد منتجات ايكيا. مجموعة ايكيا هي حاصل على امتياز يدفع 3٪ من الإتاوات لأنظمة إنتر إيكيا. لأغراض المحاسبة والضرائب، تدعي مجموعة إيكيا ومجموعة إنتر إيكيا أنهما طرفان غير مرتبطين. ومع ذلك، فإن كلاهما يخضع لسيطرة عائلة كامبراد والمقربين من الأسرة.
اعتبارًا من يونيو 2019، يوجد 433 متجرًا من متاجر ايكيا تعمل في 52 دولة  وفي السنة المالية 2018، تم بيع ما قيمته 38.8 مليار يورو (44.6 مليار دولار أمريكي) من سلع ايكيا. يتم تشغيل جميع متاجر ايكيا بموجب امتياز من إنتر إيكيا سيستمز بي.في، ومعظمها تديره مجموعة ايكيا، وبعضها يديره ملاك مستقلون آخرون.
يحتوي موقع ايكيا على الويب على حوالي 12000 منتج وكان هناك أكثر من 2.1 مليار زائر لمواقع ايكيا في العام من سبتمبر 2015 إلى أغسطس 2016. المجموعة مسؤولة عن ما يقرب من 1٪ من استهلاك المنتجات التجارية للأخشاب في العالم، مما يجعلها واحدة من أكبر مستخدمي الخشب في قطاع البيع بالتجزئة.

## تاريخ ايكيا في الشرق الأوسط
بدأت إيكيا أعمالها في السعودية وتحديدا في مدينة جدة عام 1983م بمعرض لا تتجاوز مساحته 700م2 يقع على طريق الكورنيش، وفي عام 1985م انتقلت إلى حي السليمانية جنوب جدة وافتتحت معرضًا أكبر بمساحة 7000م2.
وفي سبتمبر من عام 2004م أفتتحت إيكيا مركزين جديدين لها في الرياض وجدة وعلى مساحة 28 ألف متر مربع لكل منهما، وانفقت من أجل تجهيز الموقعين 240 مليون ريال (64 مليون دولار).
صممت شركة ايكيا منازل متنقلة للاجئين السوريين من الخشب وهي أفضل من الخيام، حيث ذكرت المفوضية العليا لشؤون اللاجئين في الأمم المتحدة أن أول نماذج لهذه المنازل التي تأتي في صناديق مسطحة ويمكن تجميعها دون استخدام أدوات خلال 4 ساعات، سوف يتم عرضها في أثيوبيا قريبًا وسيتم تثبيت نحو 26 منزلاً متنقلاً هناك بالإضافة إلى 24 للاجئين السوريين منها 12 على الحدود مع العراق و12على الحدود مع لبنان. بتاريخ 6 آذار 2014 تم افتتاح فرع إيكيا في الأردن- عمّان على طريق المطار.

## التاريخ

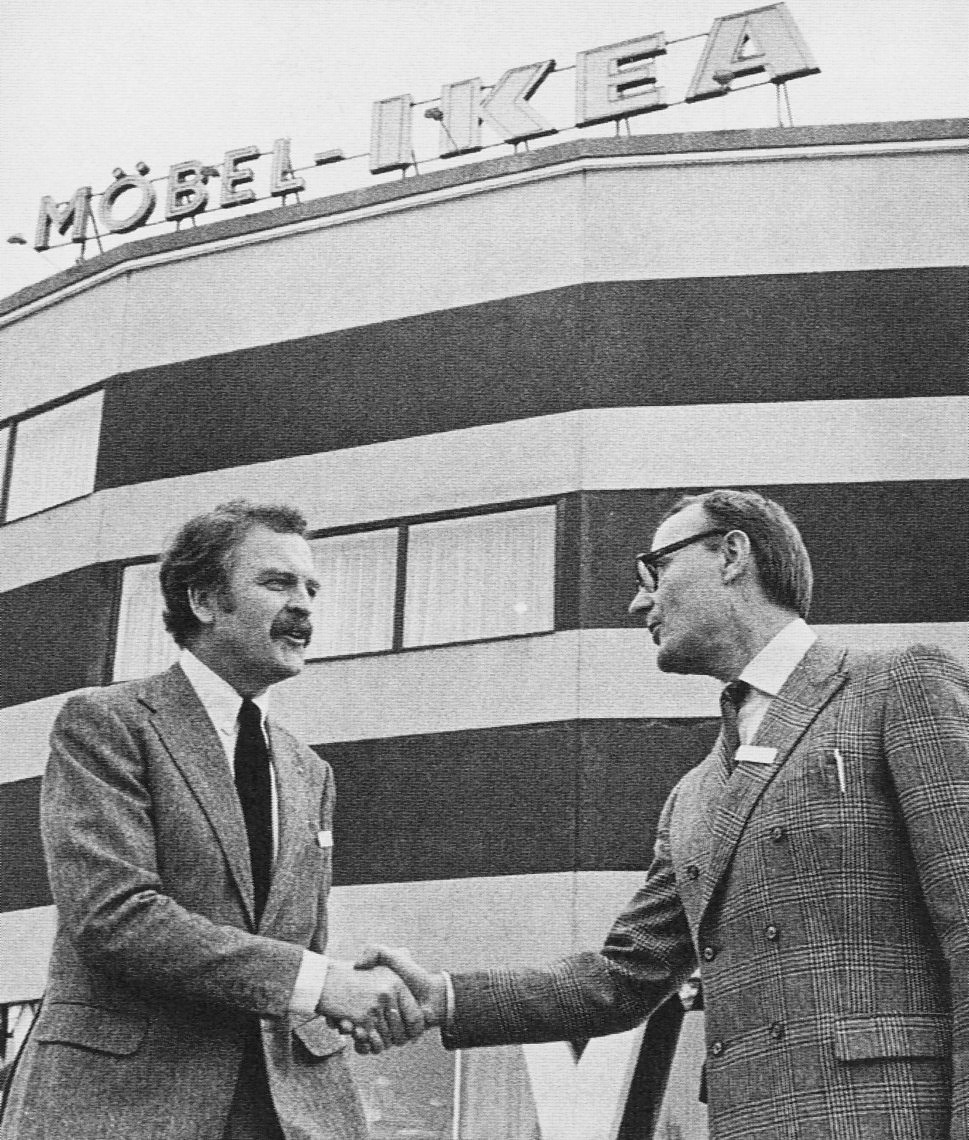
مؤسس شركة ايكيا الراحل إينغفار كامبراد (إلى اليمين) يصافح هانز آكس، أول مدير متجر لشركة ايكيا في عام 1965

في عام 1943، أسس إينغفار كامبراد شركة ايكيا كشركة مبيعات عبر البريد، ولكنه بدأ ببيع الأثاث بعد خمس سنوات. افتتح أول متجر في المهولت، سمولاند في عام 1958، تحت اسم موبيل-إيكيا (تعني موبيل «الأثاث» بالسويدية). تم افتتاح أول متاجر خارج السويد في النرويج (1963) والدنمارك (1969). وانتشرت المتاجر إلى أجزاء أخرى من أوروبا في سبعينيات القرن العشرين، حيث افتتح أول متجر خارج الدول الاسكندنافية في سويسرا (1973)، ثم ألمانيا الغربية (1974).

خريطة الدول التي تحتوي على متاجر ايكيا
Legend:
مواقع السوق الحالية
مواقع السوق المخطط لها
مواقع أسواق سابقة
لا توجد مواقع حالية أو مخطط لها في السوق

وفي عام 1973، قام المسؤولون التنفيذيون في ألمانيا الغربية عن غير قصد بفتح متجر في كونستانس بدلاً من كوبلنتس. وفي وقت لاحق من ذلك العقد، فتحت المتاجر في أجزاء أخرى من العالم، مثل اليابان (1974)، وأستراليا، وكندا،  هونج كونغ (1975)، وسنغافورة وهولندا (1978). كما توسعت شركة ايكيا في الثمانينات، بفتح متاجر في بلدان مثل فرنسا وإسبانيا (1981)، وبلجيكا (1984)،  الولايات المتحدة (1985)،  المملكة المتحدة (1987)،  وإيطاليا (1989). ألمانيا، مع 53 متجراً، هي أكبر سوق في «إيكيا»، تليها الولايات المتحدة، مع 51 متجراً. افتتح أول متجر ايكيا في أمريكا اللاتينية في 17 فبراير/شباط 2010 في سانتو دومينغو، جمهورية الدومينيكان.

## تصميم المتجر

### النسق
عادة ما تكون متاجر ايكيا القديمة مباني زرقاء ذات لمسات صفراء (أيضًا الألوان الوطنية السويدية). غالبًا ما يتم تصميمها في تصميم أحادي الاتجاه، مما يقود العملاء في عكس اتجاه عقارب الساعة على طول ما تسميه ايكيا «الطريق الطبيعي الطويل» المصمم لتشجيع العميل على رؤية المتجر بالكامل (على عكس متجر البيع بالتجزئة التقليدي، والذي يسمح العميل للذهاب مباشرة إلى القسم حيث يتم عرض السلع والخدمات المطلوبة). غالبًا ما توجد طرق مختصرة لأجزاء أخرى من صالة العرض.
منطقة مستودع الخدمة الذاتية سوق المواد الغذائية متجر ايكيا في كوبيو، فنلندا يتضمن التسلسل أولاً المرور عبر صالات عرض الأثاث مع ملاحظة العناصر المختارة. يقوم العميل بعد ذلك بتجميع عربة التسوق والانتقال إلى مستودع «ماركت هول» ذي الرفوف المفتوحة للعناصر الأصغر، ثم يزور مستودع الأثاث بالخدمة الذاتية لجمع منتجات صالة العرض المذكورة سابقًا في شكل عبوات مسطحة. في بعض الأحيان، يتم توجيههم لجمع المنتجات من مستودع خارجي في نفس الموقع أو في موقع قريب بعد الشراء. أخيرًا، يدفع العملاء مقابل منتجاتهم في ماكينة تسجيل المدفوعات النقدية. لا يتم تخزين جميع الأثاث على مستوى المتجر، مثل ألوان الأرائك المعينة التي يلزم شحنها من المستودع إلى منزل العميل أو المتجر.
تتبع معظم المتاجر تخطيط وجود صالة العرض في الطابق العلوي مع السوق ومستودع الخدمة الذاتية في الطابق السفلي. بعض المتاجر ذات مستوى واحد، في حين أن البعض الآخر لديه مستودعات منفصلة للسماح بالمزيد من المخزون في الموقع. توجد المتاجر ذات المستوى الفردي في الغالب في المناطق التي تكون فيها تكلفة الأرض أقل من تكلفة بناء متجر من مستويين. تحتوي بعض المتاجر على مستودعات مزدوجة المستوى مع صوامع يتم التحكم فيها آليًا للسماح بالوصول إلى كميات كبيرة من المخزون طوال يوم البيع. تقدم معظم متاجر ايكيا منطقة «كما هي» في نهاية المستودع، قبل تسجيل النقد مباشرة. يتم عرض المنتجات المرتجعة والتالفة والمعروضة سابقًا هنا وبيعها بخصم كبير، ولكن أيضًا مع سياسة عدم الاسترجاع. تستخدم ايكيا تقنية مبيعات تسمى «الفقاعة الفقاعة» حيث يتم خلط مجموعة من العناصر بشكل مقصود في صناديق لخلق انطباع بالحجم، وبالتالي عدم التكلفة.

### مطاعم وأسواق طعام
مطعم ايكيا تشتهر ايكيا بكرات اللحم السويدية تقع ايكيا بيسترو بالقرب من مخارج المتاجر منذ عام 1958، يضم كل متجر من متاجر ايكيا مقهى، حتى عام 2011، كان يبيع الأطعمة السويدية المتخصصة، مثل كرات اللحم، وعبوات المرق، ومربى عنب الثعلب، ومختلف أنواع البسكويت والمقرمشات، وسمك السلمون والبطارخ المنتشر. تحتوي العلامة الجديدة على مجموعة متنوعة من العناصر بما في ذلك الشوكولاتة وكرات اللحم والمربيات والفطائر والسلمون، إلى جانب المشروبات المختلفة.
على الرغم من أن المقاهي تقدم الطعام السويدي بشكل أساسي، إلا أن القائمة تختلف بناءً على ثقافة وموقع كل متجر. مع وجود مطاعم في 38 دولة مختلفة، ستضم القائمة الأطباق المحلية بما في ذلك الشاورما في المملكة العربية السعودية، والبوتين في كندا، وماكرون في فرنسا، والجيلاتو في إيطاليا. في إندونيسيا، تم تغيير وصفة كرات اللحم السويدية لتلائم متطلبات الدولة الحلال. تبيع المتاجر في إسرائيل طعام الكوشر تحت إشراف حاخامي. يتم تقسيم مطاعم الكوشر إلى مناطق الألبان واللحوم.
في العديد من المواقع، تفتح مطاعم ايكيا أبوابها يوميًا قبل بقية المتجر وتقدم الإفطار. [بحاجة لمصدر] تعتمد جميع المنتجات الغذائية على الوصفات والتقاليد السويدية. يمثل الطعام 5٪ من مبيعات ايكيا.
منذ أغسطس 2020، توفر ايكيا كرات اللحم النباتية في جميع المتاجر الأوروبية، المصنوعة من البطاطس والتفاح وبروتين البازلاء والشوفان.

## منتجات وخدمات

### الأثاث والأدوات المنزلية
بدلاً من بيع أثاث ايكيا مُجمَّعًا مسبقًا، تم تصميم الكثير من أثاث ايكيا ليتم تجميعه بواسطة العميل. تدعي الشركة أن هذا يساعد في تقليل التكاليف واستخدام التغليف من خلال عدم الشحن الجوي؛ حجم خزانة الكتب، على سبيل المثال، يكون أقل بكثير إذا تم شحنها بدون تجميع بدلاً من تجميعها. هذا أيضًا أكثر عملية للعملاء الذين يستخدمون وسائل النقل العام، لأنه يمكن حمل العبوات المسطحة بسهولة أكبر.

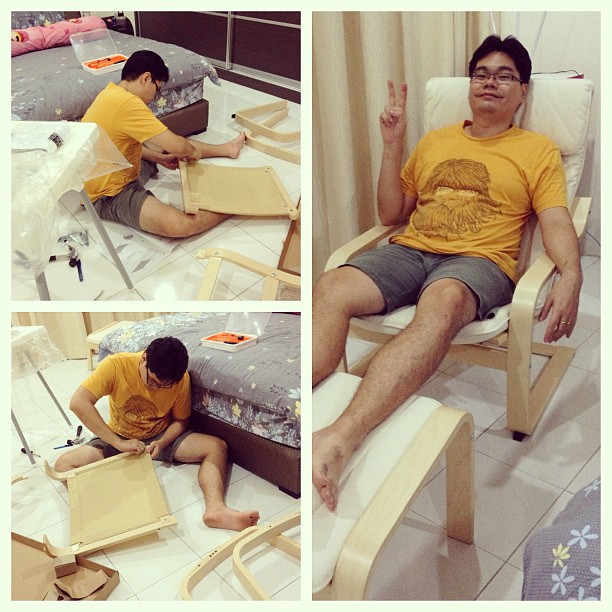
رجل يقوم بتركيب كرسي بوانج من ايكيا

تؤكد ايكيا أنها كانت قوة رائدة في المناهج المستدامة لثقافة المستهلك الشامل. يسمي كامبرد هذا «التصميم الديمقراطي»، بمعنى أن الشركة تطبق نهجًا متكاملًا للتصنيع والتصميم (انظر أيضًا التصميم البيئي). استجابةً للانفجار الهائل في عدد السكان والتوقعات المادية في القرنين العشرين والحادي والعشرين، تطبق الشركة وفورات الحجم، وتلتقط تدفقات المواد وتخلق عمليات تصنيع تعمل على خفض التكاليف واستخدام الموارد، مثل الاستخدام المكثف للألواح الليفية متوسطة الكثافة ("MDF")، وتسمى أيضًا «ألواح حبيبية.»

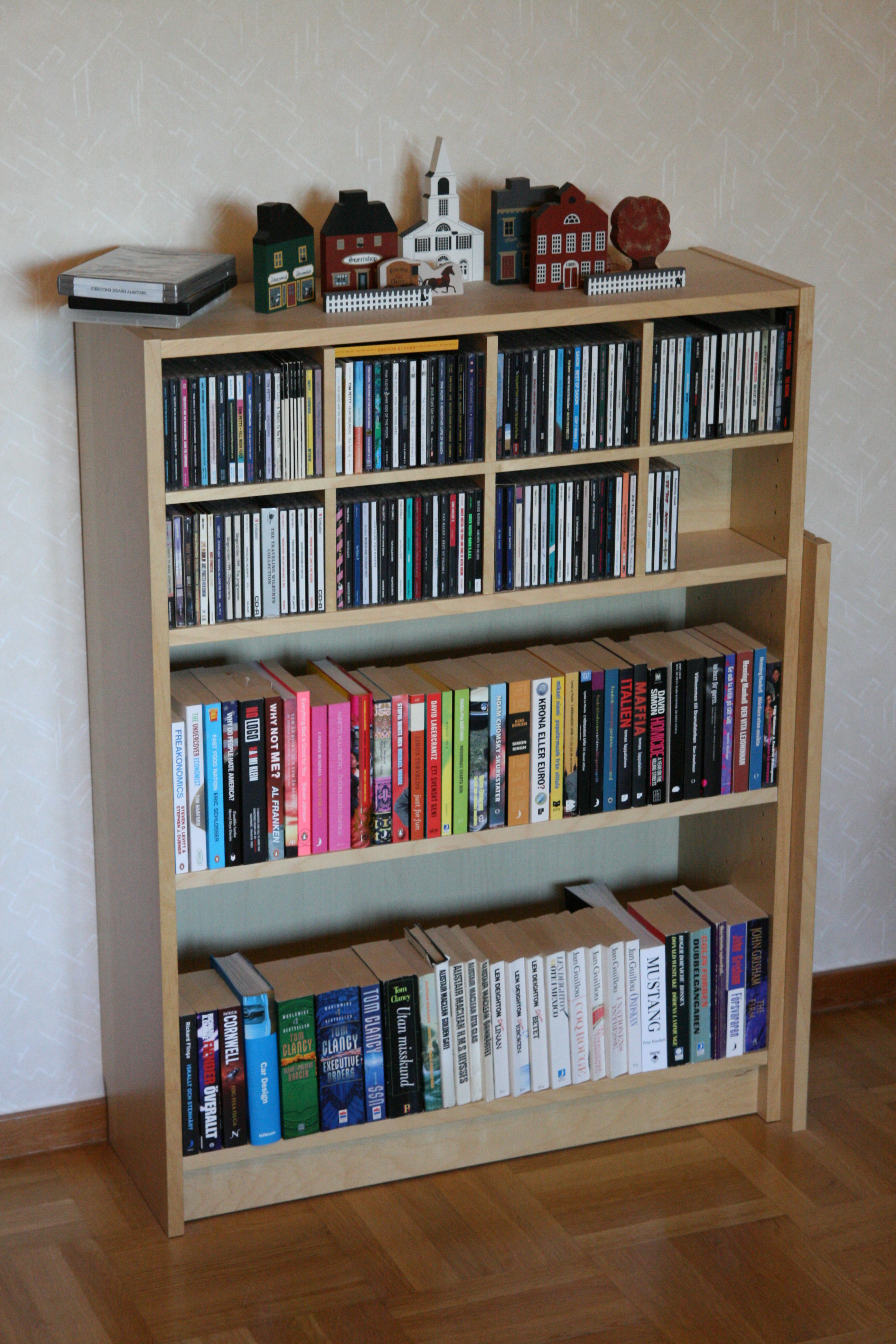
مكتبة بيلي

تشمل العناصر البارزة لأثاث ايكيا كرسي بوانج وخزانة كتب بيلي وأريكة كليبان، والتي بيعت جميعها بعشرات الملايين منذ أواخر السبعينيات.

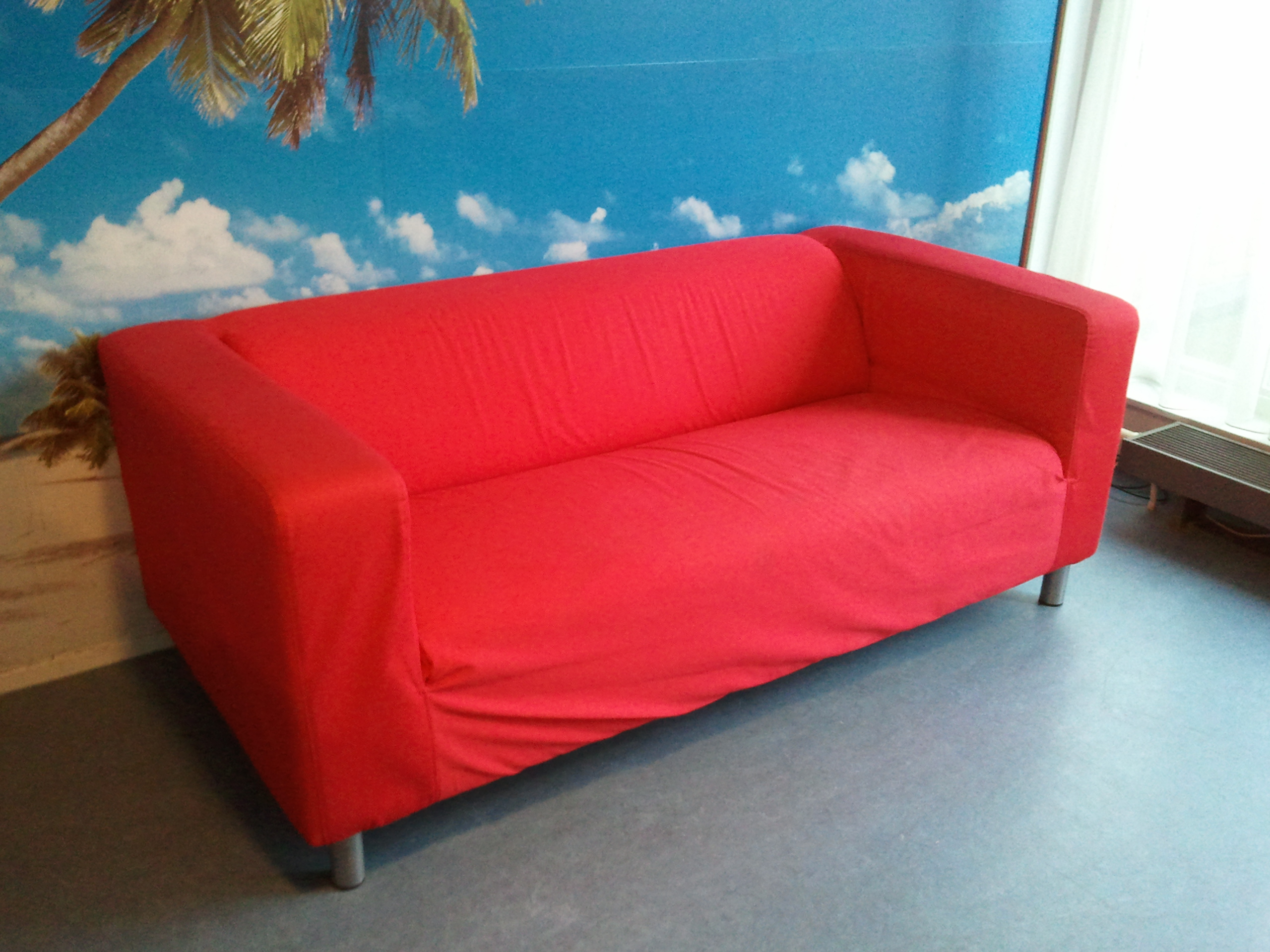
أريكة كليبان

يتم تحديد منتجات ايكيا بأسماء من كلمة واحدة (نادرًا ما تتكون من كلمتين). معظم الأسماء من أصل إسكندنافي. على الرغم من وجود بعض الاستثناءات، إلا أن معظم أسماء المنتجات تستند إلى نظام تسمية خاص طورته ايكيا. كان مؤسس الشركة كامبراد يعاني من عسر القراءة ووجد أن تسمية الأثاث بأسماء وكلمات مناسبة، بدلاً من رمز المنتج، جعلت من السهل تذكر الأسماء.
بعض أسماء منتجات ايكيا السويدية لها دلالات مسلية أو مؤسفة بلغات أخرى، مما يؤدي أحيانًا إلى سحب الأسماء في بعض البلدان. تشمل الأمثلة البارزة للغة الإنجليزية مكتب الكمبيوتر «جيركر» (توقف منذ عدة سنوات اعتبارًا من عام 2013)، ورذاذ نبات «فوكتا»، ومنضدة عمل «فارتفول»، و«ليكخيم» (تعني النعيم).
تعاونت علامتا إيكيا وليجو لإنشاء مجموعة من حلول التخزين البسيطة للأطفال والكبار.

### المنزل الذكي
في عام 2016، بدأت ايكيا الانتقال إلى أعمال المنزل الذكي. كانت مجموعة الإضاءة الذكية إيكيا تريدفري واحدة من أولى النطاقات التي تشير إلى هذا التغيير. أكد الفريق الإعلامي في إيكيا أن مشروع المنزل الذكي سيكون خطوة كبيرة. لقد بدأوا أيضًا شراكة مع «فليبس هو». يعتبر أثاث الشحن اللاسلكي، الذي يدمج الشحن اللاسلكي في الأثاث اليومي، إستراتيجية أخرى للأعمال المنزلية الذكية.

### منازل وشقق
قامت إيكيا أيضًا بتوسيع قاعدة منتجاتها لتشمل المنازل والشقق السكنية، في محاولة لخفض الأسعار التي ينطوي عليها منزل المشتري لأول مرة. تم إطلاق منتج ايكيا المسمى بوكلوك في السويد في عام 1996 في مشروع مشترك مع سكنسكا. تعمل الآن في دول الشمال وفي المملكة المتحدة، وتشمل المواقع المؤكدة في إنجلترا لندن، أشتون أندر لين، ليدز، جيتسهيد، وارينجتون وليفربول.

#### أنظمة الطاقة الشمسية الكهروضوئية
في نهاية سبتمبر 2013، أعلنت الشركة أن حزم الألواح الشمسية، المسماة «مجموعات سكنية» للمنازل سيتم بيعها في 17 متجرًا في المملكة المتحدة بحلول منتصف عام 2014. جاء القرار عقب مشروع تجريبي ناجح في متجر ليكسايد إيكيا، حيث تم بيع نظام كهروضوئي واحد كل يوم تقريبًا. يتم تصنيع الألواح الشمسية CIGS بواسطة سوليبرو، وهي شركة فرعية مقرها ألمانيا تابعة لشركة هانيرجي الصينية. بحلول نهاية عام 2014، بدأت ايكيا بيع مجموعات سوليبرو السكنية للطاقة الشمسية في هولندا وسويسرا. في نوفمبر 2015، أنهت ايكيا عقدها مع هانيرجي وفي أبريل 2016 بدأت العمل مع سولارسينشري لبيع الألواح الشمسية في المملكة المتحدة. ستتيح الصفقة للعملاء إمكانية طلب اللوحات عبر الإنترنت وفي ثلاثة متاجر قبل أن يتم توسيعها لتشمل جميع متاجر المملكة المتحدة بحلول نهاية الصيف.

### تأجير الأثاث
في أبريل 2019، أعلنت الشركة أنها ستبدأ في اختبار تسويق مفهوم جديد لتأجير الأثاث للعملاء. كان أحد العوامل المحفزة هو حقيقة أن منتجات إيكيا غير المكلفة كان يُنظر إليها على أنها «يمكن التخلص منها» وغالبًا ما ينتهي بها الأمر بالتخلص منها بعد بضع سنوات من الاستخدام. كان هذا في وقت قال فيه المشترون الأصغر سنًا خصوصًا إنهم يريدون تقليل تأثيرهم على البيئة. فهمت الشركة هذا الرأي. في مقابلة، علق جيسبر برودين، الرئيس التنفيذي لمجموعة انجكا (أكبر صاحب امتياز لمتاجر ايكيا)، أن «تغير المناخ والاستهلاك غير المستدام من بين أكبر التحديات التي نواجهها في المجتمع». كانت الأهداف الإستراتيجية الأخرى للخطة هي أن تكون ميسورة التكلفة وأكثر ملاءمة. قالت الشركة إنها ستختبر مفهوم الإيجار في جميع الأسواق الثلاثين بحلول عام 2020، وتتوقع أن يزيد عدد المرات التي سيتم فيها استخدام قطعة أثاث قبل إعادة التدوير.

## التصنيع
على الرغم من تصميم منتجات وأثاث ايكيا المنزلي في السويد، إلا أنه يتم تصنيعها إلى حد كبير في البلدان النامية للحفاظ على انخفاض التكاليف. بالنسبة لمعظم منتجاتها، يتم إجراء التجميع النهائي بواسطة المستخدم النهائي (المستهلك). شركة سويدوود، إحدى شركات ايكيا، تتولى إنتاج جميع منتجات الشركة القائمة على الأخشاب، مع أكبر مصنع سويدوود الواقع في جنوب بولندا. وفقًا للشركة التابعة، يقوم أكثر من 16000 موظف عبر 50 موقعًا في 10 دول بتصنيع 100 مليون قطعة أثاث تبيعها ايكيا سنويًا. يستخدم أثاث ايكيا لوح حبيبي بديل من الخشب الصلب. هولتسفريد، مصنع في جنوب السويد، هو المورد الوحيد للشركة.

## ممارسات العمل
خلال الثمانينيات، حافظت ايكيا على انخفاض تكاليفها باستخدام مرافق الإنتاج في ألمانيا الشرقية. جزء من القوة العاملة في تلك المصانع يتألف من السجناء السياسيين. هذه الحقيقة، التي تم الكشف عنها في تقرير أعدته شركة ارنست ويونغ بتكليف من الشركة، نتجت عن اختلاط المجرمين والمعارضين السياسيين في مرافق الإنتاج المملوكة للدولة التي تعاقدت معها ايكيا، وهي ممارسة كانت معروفة عمومًا في ألمانيا الغربية. كانت ايكيا واحدة من عدد من الشركات، بما في ذلك شركات ألمانيا الغربية، التي استفادت من هذه الممارسة. نتج التحقيق عن محاولات قام بها سجناء سياسيون سابقون للحصول على تعويض. في نوفمبر 2012، اعترفت ايكيا بأنها كانت على علم في ذلك الوقت بإمكانية استخدام العمل الجبري وفشلها في ممارسة الرقابة الكافية لتحديدها وتجنبها. صدر ملخص لتقرير إرنست ويونغ في 16 نوفمبر 2012.
تم اختيار ايكيا كواحدة من أفضل 100 شركة للأم العاملات في عامي 2004 و 2005 من قبل مجلة ووركينج مازر. احتلت المرتبة 80 في قائمة أفضل 200 شركة للعمل في فورتشن في عام 2006 وفي أكتوبر 2008، تم تصنيف ايكيا كندا إل بي كواحدة من «أفضل 100 شركة في كندا» من قبل شركة شركة ميدياكورب كندا. في عام 2012، اتُهمت ايكيا في فرنسا من قبل صحيفة لوغناق إنشني الفرنسية (البطة المقيدة) المستقلة والموقع الاستقصائي ميديابارت بالتجسس على موظفيها وعملائها من خلال الوصول غير القانوني إلى سجلات الشرطة الفرنسية. كان رئيس إدارة المخاطر في ايكيا يخشى أن يكون موظفيه مناهضين للعولمة أو إرهابيين بيئيين محتملين.

## الأداء البيئي

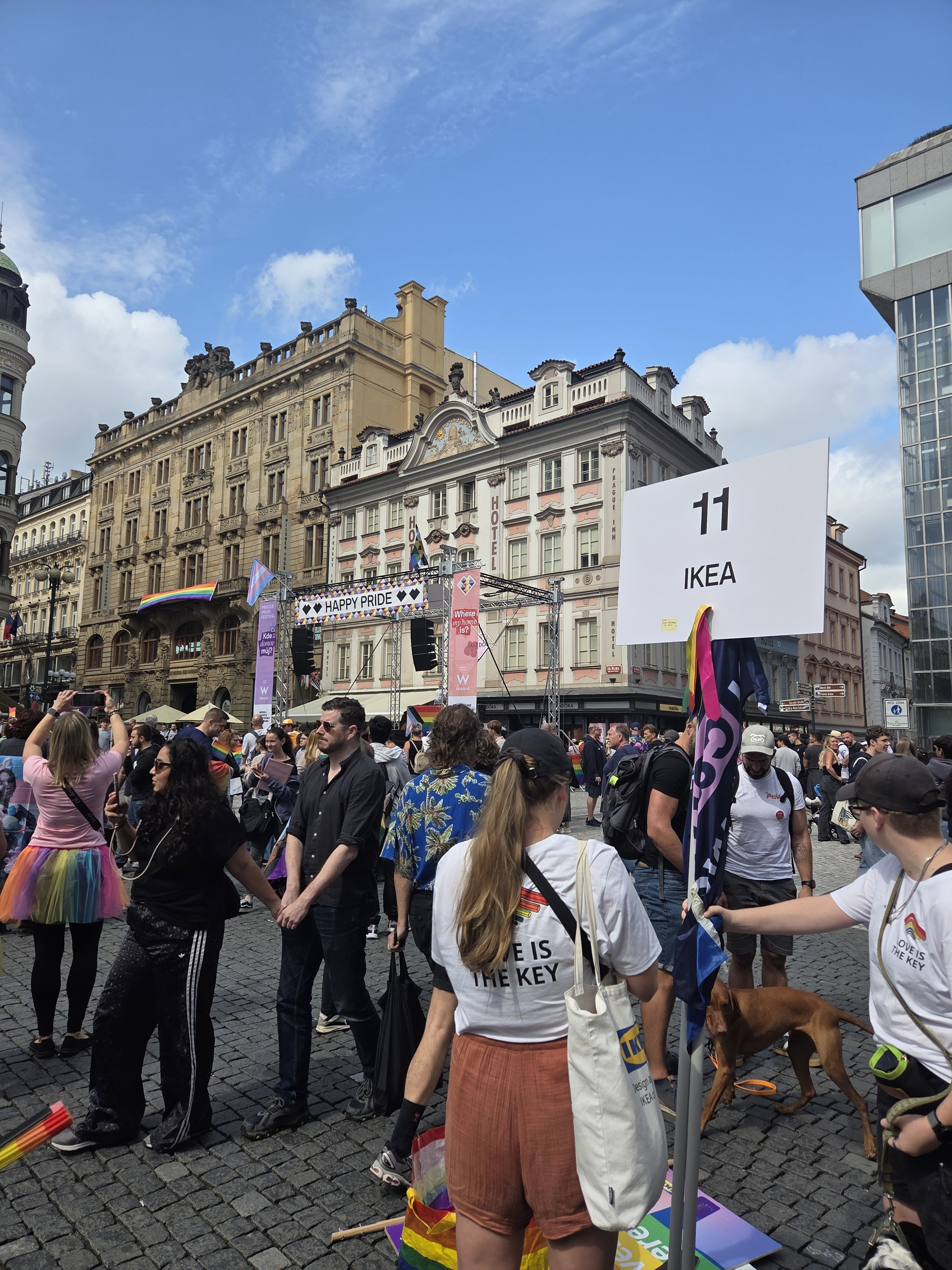
شخص يحمل لافتة IKEA في مسيرة فخر المثليين براغ ٢٠٢٥

بعد القضايا البيئية الأولية مثل فضائح الفورمالديهايد التي حظيت بتغطية إعلامية كبيرة في أوائل الثمانينيات وعام 1992، اتخذت ايكيا موقفًا استباقيًا بشأن القضايا البيئية وحاولت منع الحوادث المستقبلية من خلال مجموعة متنوعة من التدابير. في عام 1990، دعت ايكيا كارل هنريك روبيرت، مؤسس ناشورال ستيب، لمخاطبة مجلس إدارتها. قدمت شروط نظام روبرت للاستدامة نهجًا استراتيجيًا لتحسين أداء الشركة البيئي. في عام 1990، اعتمدت ايكيا إطار عمل الخطوة الطبيعية كأساس لخطتها البيئية. أدى ذلك إلى تطوير خطة عمل بيئية، والتي تم تبنيها في عام 1992. ركزت الخطة على التغيير الهيكلي، مما سمح لإيكيا «بتعظيم تأثير الموارد المستثمرة وتقليل الطاقة اللازمة لمعالجة القضايا المعزولة». البيئة تشمل التدابير المتخذة ما يلي:
1. استبدال البولي فينيل كلوريد (PVC) في ورق الحائط، والمنسوجات المنزلية، وستائر الدوش، وأغطية المصابيح والأثاث- تم التخلص من مادة البولي فينيل كلوريد من العبوة ويتم التخلص منها تدريجياً في الكابلات الكهربائية؛ التقليل من استخدام الفورمالديهايد في منتجاتها، بما في ذلك المنسوجات؛
2. القضاء على اللك المعالجة بالحمض؛
3. إنتاج نموذج كرسي (أوغلا) مصنوع من نفايات بلاستيكية بعد الاستهلاك بنسبة 100٪؛
4. إدخال سلسلة من منتجات الأثاث القابل للنفخ بالهواء في خط الإنتاج. تقلل هذه المنتجات من استخدام المواد الخام للتأطير والحشو وتقليل وزن النقل وحجمه إلى حوالي 15٪ من الأثاث التقليدي؛
5. تقليل استخدام الكروم في معالجة أسطح المعادن؛
6. الحد من استخدام مواد مثل أصباغ الكادميوم والرصاص وثنائي الفينيل متعدد الكلور والفينول الخماسي الكلور وآزو؛
7. استخدام الأخشاب من الغابات المدارة بطريقة مسؤولة التي تعيد زراعة التنوع البيولوجي وتحافظ عليه؛
8. باستخدام مواد قابلة لإعادة التدوير فقط للتغليف المسطح والمواد «النقية» (غير المختلطة) للتغليف للمساعدة في إعادة التدوير.[71]
9. تقديم خدمة تأجير الدراجات بالمقطورات للعملاء في الدنمارك.[72]

في عام 2000، قدمت ايكيا مدونة قواعد السلوك الخاصة بها للموردين والتي تغطي المسائل الاجتماعية والمتعلقة بالسلامة والبيئة. يوجد في ايكيا اليوم حوالي 60 مدققًا يقومون بإجراء مئات عمليات تدقيق الموردين كل عام. الغرض الرئيسي من عمليات التدقيق هذه هو التأكد من أن موردي ايكيا يتبعون القانون في كل بلد يقيمون فيه. يلتزم معظم موردي ايكيا بالقانون اليوم مع استثناءات لبعض القضايا الخاصة، أحدها ساعات العمل المفرطة في آسيا، في دول مثل الصين والهند.[بحاجة لمصدر]
منذ مارس 2013، توقفت ايكيا عن توفير الأكياس البلاستيكية للعملاء، لكنها تعرض للبيع الأكياس القابلة لإعادة الاستخدام. تقدم مطاعم ايكيا أيضًا أطباق وسكاكين وشوك وملاعق قابلة لإعادة الاستخدام وما إلى ذلك. وقد تم تجهيز المراحيض في بعض غرف دورات المياه في ايكيا بغسالات ثنائية الوظيفة. لدى ايكيا صناديق إعادة تدوير لمصابيح الفلورسنت المدمجة (سي إف إل إس) والمصابيح الموفرة للطاقة والبطاريات. في عام 2001، كانت ايكيا واحدة من أولى الشركات التي قامت بتشغيل قطارات البضائع العابرة للحدود الخاصة بها عبر عدة دول في أوروبا.
في أغسطس 2008، أعلنت ايكيا أيضًا أنها أنشأت أيكيا غرين تيك، وهو صندوق رأس مال استثماري بقيمة 50 مليون يورو. تقع في لوند (مدينة جامعية في السويد)، وسوف تستثمر في 8-10 شركات في السنوات الخمس المقبلة مع التركيز على الألواح الشمسية، ومصادر الإضاءة البديلة، ومواد المنتجات، وكفاءة الطاقة، وتوفير المياه وتنقيتها. الهدف هو تسويق التقنيات الخضراء للبيع في متاجر ايكيا في غضون 3-4 سنوات.
لجعل ايكيا شركة أكثر استدامة، تم إنشاء دورة حياة المنتج. بالنسبة لمرحلة الفكرة، يجب أن تكون المنتجات معبأة بشكل مسطح بحيث يمكن شحن المزيد من العناصر مرة واحدة؛ يجب أن تكون المنتجات أسهل في التفكيك وإعادة التدوير. يتم استخدام المواد الخام، وبما أن الخشب والقطن هما من أهم منتجات ايكيا الصناعية، فإن الشركة تعمل مع الغابات والقطن الصديقة للبيئة، حيث يتم تجنب الاستخدام المفرط للمواد الكيميائية والمياه.
تقوم متاجر ايكيا بإعادة تدوير النفايات ويعمل الكثير منها على الطاقة المتجددة. يتم تدريب جميع الموظفين على المسؤولية البيئية والاجتماعية، في حين أن النقل العام هو أحد الأولويات عند النظر في موقع المتاجر. كما أن القهوة والشوكولاتة المقدمة في متاجر ايكيا حاصلة على اعتماد يو تي زد.
المرحلة الأخيرة من دورة الحياة هي نهاية الحياة. تقوم معظم متاجر ايكيا بإعادة تدوير المصابيح الكهربائية والبطاريات المستنزفة، وتستكشف الشركة أيضًا إعادة تدوير الأرائك ومنتجات الأثاث المنزلي الأخرى. وفقًا لـ «تقرير الاستدامة» لعام 2012 الصادر عن ايكيا، فإن 23٪ من جميع الأخشاب التي تستخدمها الشركة تفي بمعايير مجلس رعاية الغابات، ويذكر التقرير أن ايكيا تهدف إلى مضاعفة هذه النسبة بحلول عام 2017. كما ينص التقرير على أن ايكيا لا تقبل خشب مقطوع بشكل غير قانوني ويدعم 13 مشروعًا للصندوق العالمي للطبيعة (دبليو دبليو إف). تمتلك ايكيا حوالي 136000 فدان من الغابات في الولايات المتحدة وحوالي 450.000 فدان في أوروبا.
تم إطلاق إستراتيجية الاستدامة في أيكيا - إيجابية الناس والكوكب - في عام 2012 بأهداف طموحة لتحويل أعمال ايكيا، والصناعات في سلسلة قيمة ايكيا والحياة في المنزل للأشخاص في جميع أنحاء العالم. في 14 كانون الثاني (يناير) من عام 2021، أعلنت شركة أيكيا أن إنجكا للاستثمارات قد استحوذت على حوالي 10840 فدانًا (4386 هكتارًا) بالقرب من حوض نهر التماحة في جورجيا من صندوق الحفظ. يأتي الاستحواذ مع اتفاقية «لحماية الأرض من التفتت، واستعادة غابة الصنوبر الطويلة الأوراق، وحماية موطن سلحفاة غوفر».
في 17 فبراير 2011، أعلنت أيكيا عن خططها لتطوير مزرعة رياح في مقاطعة دالارنا بالسويد، مما يعزز هدفها المتمثل في استخدام الطاقة المتجددة فقط لتزويد عملياتها بالوقود. اعتبارًا من يونيو 2012، 17 متجرًا من متاجر ايكيا بالولايات المتحدة بواسطة الألواح الشمسية، مع 22 عملية تركيب إضافية قيد التنفيذ،  وتمتلك ايكيا مزرعة كاميرون للرياح بقدرة 165 ميجاوات في مقاطعة كاميرون على ساحل جنوب تكساس  ومزرعة رياح ساحلية بقدرة 42 ميجاوات في فنلندا.
في عام 2011، فحصت الشركة استهلاكها من الأخشاب ولاحظت أن ما يقرب من نصف استهلاكها العالمي من الصنوبر والتنوب كان لتصنيع المنصات. ونتيجة لذلك، بدأت الشركة في التحول إلى استخدام المنصات الورقية و «نظام أوبتيليدج». منتج أوبتيليدج قابل لإعادة التدوير بالكامل، وهو مصنوع من البولي بروبيلين المشترك عالي التأثير بنسبة 100٪. النظام عبارة عن «تحميل وحدة بديل لاستخدام منصة نقالة. يتكون النظام من أوبتيليدج (يستخدم عادةً في أزواج)، محاذيًا ومربوطًا بالكرتون السفلي لتشكيل طبقة أساسية يمكن تكديس المزيد من المنتجات عليها. تستخدم عند الربط لتقليل احتمالية ضغط العبوة.» بدأ التحول في ألمانيا واليابان، قبل إدخاله إلى بقية أوروبا وأمريكا الشمالية. تم تسويق النظام لشركات أخرى، وشكلت ايكيا شركة أوبتيليدج لإدارة وبيع المنتج.
وسعت ايكيا خطتها للاستدامة في المملكة المتحدة لتشمل نقاط شحن السيارات الكهربائية للعملاء في جميع المواقع بحلول نهاية عام 2013. ستشمل المجهودات شركة نيسان وإيكوتريستي وتتعهد بتقديم شحن بنسبة 80٪ في 30 دقيقة.
منذ عام 2016، قاموا فقط ببيع المصابيح والمصابيح وتركيبات الإضاءة الموفرة للطاقة. تستخدم مصابيح LED ما لا يزيد عن 15٪ من طاقة المصباح المتوهج العادي.
اعتبارًا من مارس 2018، وقعت ايكيا مع 25 شركة أخرى للمشاركة في مبادرة تجارة تجزئة أفضل عالم أفضل التابعة لاتحاد التجزئة البريطاني، والتي تتحدى الشركات لتحقيق الأهداف المحددة في أهداف الأمم المتحدة للتنمية المستدامة. في سبتمبر 2019، أعلنت ايكيا أنها ستستثمر 2.8 مليار دولار في البنية التحتية للطاقة المتجددة. تهدف الشركة إلى جعل مناخ سلسلة التوريد بالكامل إيجابيًا بحلول عام 2030.